# Paraembolides
Paraembolides es un género de arañas migalomorfas de la familia Hexathelidae. Se encuentra en Australia en Queensland y Nueva Gales del Sur

## Lista de especies
Según The World Spider Catalog 11.5:
- Paraembolides boycei (Raven, 1978)
- Paraembolides boydi (Raven, 1978)
- Paraembolides brindabella (Raven, 1978)
- Paraembolides cannoni (Raven, 1978)
- Paraembolides grayi (Raven, 1978)
- Paraembolides montisbossi (Raven, 1978)
- Paraembolides tubrabucca (Raven, 1978)
- Paraembolides variabilis (Raven, 1978)